# ۱۰۰ شب قهرمان
۱۰۰ شب قهرمان (انگلیسی: 100 Nights of Hero) فیلم فانتزی تاریخی آمریکایی به نویسندگی و کارگردانی جولیا جکمن است. این فیلم اقتباسی از رمان گرافیکی به همین نام نوشتهٔ ایزابل گرینبرگ است که خود الهام گرفته از داستان‌های فولکلور خاورمیانه‌ای هزار و یک شب می‌باشد. بازیگران فیلم نیکلاس گالیتزین، اما کورین، مایکا مونرو چارلی ایکس‌سی‌ایکس، ریچارد ئی. گرانت، امیر المصری و فلیسیتی جونز هستند.

## بازیگران
- نیکلاس گالیتزین در نقش مانفرد
- اما کورین در نقش هیرو
- مایکا مونرو در نقش شری
- چارلی ایکس‌سی‌ایکس در نقش رزا
- ریچارد ئی. گرانت در نقش بردمن
- امیر المصری در نقش جروم
- فلیسیتی جونز در نقش مون
- سافیا اوکلی گرین در نقش کیدو
- مارکلا کاونا در نقش خانم اِی

## تولید
در سپتامبر ۲۰۲۴ اعلام شد که اقتباسی از رمان گرافیکی ۱۰۰ شب قهرمان در حال توسعه است و جولیا جکمن وظیفه نویسندگی و کارگردانی آن را بر عهده دارد. همچنین نیکلاس گالیتزین، اما کورین، مایکا مونرو و چارلی ایکس‌سی‌ایکس به عنوان بازیگران اصلی معرفی شدند. در نوامبر همان سال، حضور ریچارد ئی. گرانت، امیر المصری و فلیسیتی جونز در ترکیب بازیگران اعلام شد.

### فیلم‌برداری
تصویربرداری اصلی در تاریخ ۲۷ سپتامبر ۲۰۲۴ آغاز شد و در ۲۹ اکتبر به پایان رسید.

## انتشار
در مهٔ ۲۰۲۵، ایندیپندنت فیلم کامپنی حقوق پخش این فیلم در آمریکای شمالی را به دست آورد. این فیلم قرار است در سال ۲۰۲۵ اکران شود.